# Maotai
Maotai, ou Moutai, é um estilo de baijiu feito na cidade chinesa de Maotai, na província de Guizhou. Maotai é feito de sorgo, um qū à base de trigo e água do Rio Chishui. Ele usa técnicas tradicionais chinesas de fermentação, destilação e envelhecimento para produzir uma bebida com aroma e sabor de nozes e grãos.  

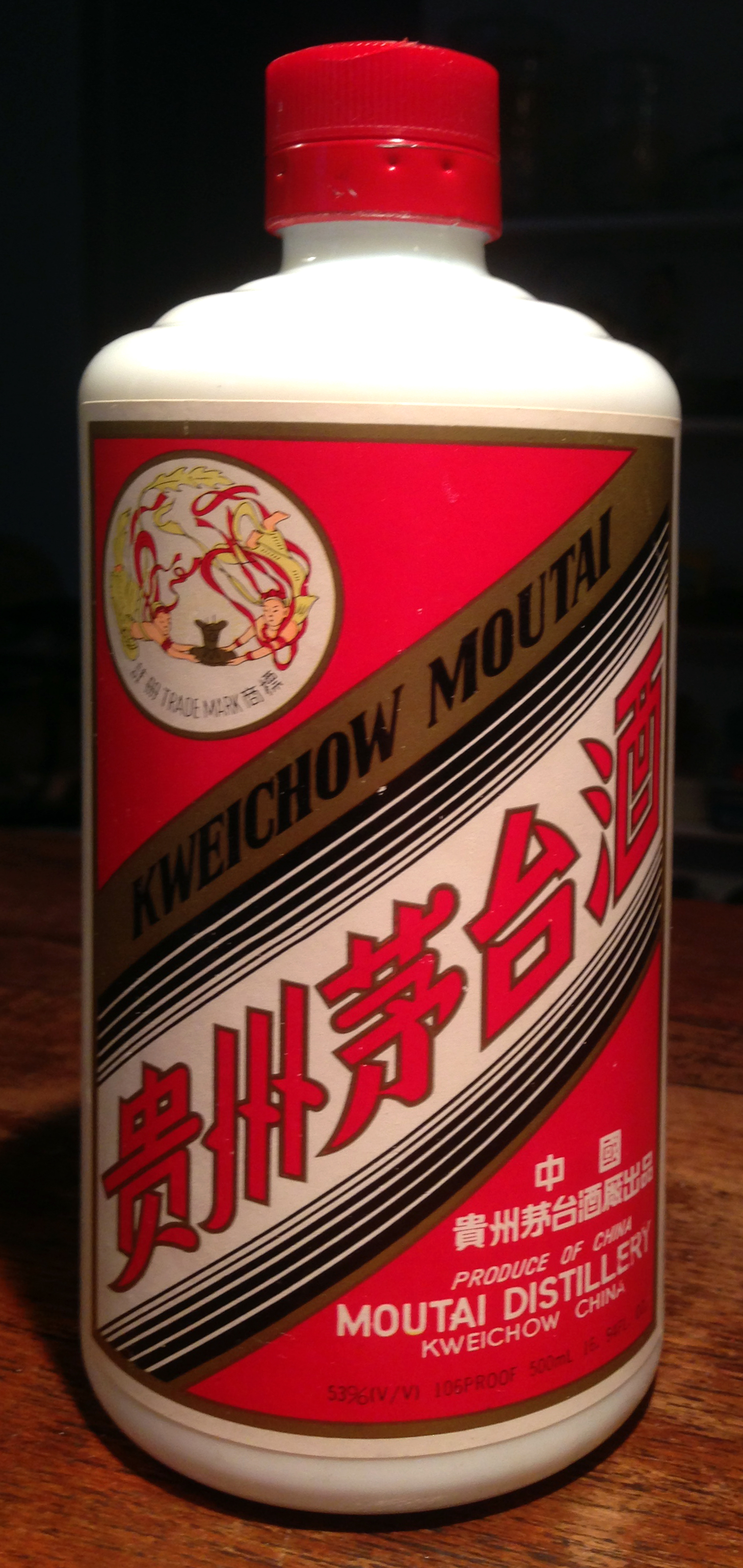
Garrafa de Maotai.

A marca mais famosa e mais vendida de Maotai é produzida pela Kweichow Moutai, que se tornou a marca de bebidas espirituosas mais valiosa do mundo.  No entanto, apesar dos equívocos comuns, a Kweichow Moutai não é a única produtora de Maotai, nem possui qualquer direito exclusivo sobre o nome. Para ser classificado como Maotai, ele deve ser produzido na cidade de mesmo nome e seguir diretrizes de produção regulamentadas.

## História
A produçãooooo de álcool em Zunyi, às margens do rio Chishui, tem uma longa história que remonta pelo menos aos séculos I e II a.C., onde há registros do imperador Wu, da dinastia Han, degustando e elogiando um goqijiu produzido em Yelang. No entanto, foi somente durante as dinastias Tang e Song que os álcoois destilados à base de grãos começaram a se desenvolver na China como um todo.  